# Glenosporopsis amazonica
Glenosporopsis amazonica är en svampart som beskrevs av O.M. Fonseca 1943. Glenosporopsis amazonica ingår i släktet Glenosporopsis, divisionen sporsäcksvampar och riket svampar.   Inga underarter finns listade i Catalogue of Life.